# Фаллическая стадия
Фаллическая стадия (фаллическая фаза) — третья стадия психосексуального развития по З. Фрейду. Охватывает период развития от трех до пяти (шести) лет. Эрогенной зоной является пенис и клитор. На фаллической стадии происходит выбор первого сексуального объекта, который приводит к формированию эдипова комплекса (у мальчиков), или комплекса Электры (у девочек).

## Описание
Фаллическая стадия наступает после анальной стадии и характеризуется ростом познавательной деятельности ребёнка, ребёнок открывает различия между полами.
На протяжении всей фаллической стадии психосексуального развития дети могут рассматривать и исследовать свои половые органы, мастурбировать и проявлять заинтересованность в вопросах, связанных с рождением и половыми отношениями.
Ребенок может воспринять от родителей или сверстников теории касательно как процесса рождения, так и процессов зачатия. Популярными в культуре являются, например, такие объяснения, как нахождение детей в капусте или принесение аистом, однако сами дети, часто неожиданно для родителей, могут строить более физиологически актуальные теории.

## Роль родителей
На этой стадии у девочек возникает зависть к пенису и комплекс Электры. Хоть в дальнейшем Фрейд и отказался от термина «комплекс Электры», он обращает внимание на развитие Эдипова комплекса у девочек. Впервые термин «комплекс Электры» был использован Карлом Густавом Юнгом в работе «Опыт описания психоаналитической теории» и Фрейд благосклонно отозвался о самом наименовании, однако считал понятие не имеющим под собой никаких смыслов, поскольку был уверен, что в своём Эдиповом комплексе, формирующимся на фаллической стадии, отобразил закономерности психосексуального развития, актуальные для обоих полов. Также у мальчиков формируется страх кастрации.
В норме эдипов комплекс развивается несколько по-разному у мальчиков и девочек.
Мальчик начинает испытывать враждебные чувства к отцу и воспринимает его как соперника в войне за материнскую любовь. Мать или замещающая мать фигура в этот момент кажется мальчику идеалом, с самого момента рождения она служила источником удовлетворения потребностей мальчика. Отец кажется более сильным и мальчик боится быть наказанным за любовь к матери. Это приводит к формированию страха кастрации. В данном случае описано формирование позитивного эдипова комплекса. В случае формирования негативного эдипова комплекса у мальчика формируется любовь к отцу и ненависть к матери. На генитальной стадии это может привести к формированию гомосексуальности.
В случае девочек все начинается с любви к матери. Однако со временем девочка начинает винить мать в том, что у девочки отсутствует пенис (который Фрейд считал символом силы и власти) и из-за этого девочка начинает проявлять к своей матери открытую враждебность, как бы упрекая ее в том, что мать родила ее без пениса. Или же девочка возлагает на мать ответственность за то, что та лишила ее пениса в качестве наказания за какой-то проступок. Фрейд полагал, что в некоторых случаях девочка также может низко оценивать собственную женственность, считать свой внешний вид «дефективным» и «неправильным». В то же самое время девочка, стремящаяся отыскать источник пениса в своей жизни, стремится обладать своим отцом, потому что он обладает тем самым желанным органом. Зная, что она все-таки неспособна заполучить пенис, девочка ищет другие источники сексуального удовлетворения в качестве заменителей пениса. Сексуальное удовлетворение фокусируется на клиторе, и у девочек в возрасте пяти-семи лет клиторная мастурбация иногда сопровождается маскулинными фантазиями, в которых клитор становится пенисом.

## Разрешение
В возрасте примерно между пятью и семью годами эдипов комплекс разрешается: мальчиком вытесняется из сознания (подавляется) его сексуальные желания в отношении матери, мальчик начинает идентифицировать себя с отцом и перенимает его черты. Процесс идентификации с отцом — идентификации с агрессором, выполняет несколько функций. Мальчик приобретает ценности, моральные нормы, установки и модели полоролевого поведения, которые обрисовывают для него значение бытия мужчиной. Также, при идентификации с отцом, мальчик может удерживать мать как объект любви заместительным путем, так как теперь он обладает теми же атрибутами, которые мать ценит в отце. Наиболее важным аспектом в разрешении эдипова комплекса интернализация родительских запретов и основных общественных моральных норм. Данное особое свойство идентификации, как считал Фрейд, подготавливает почву для развития сверх-я или совести ребенка. То есть сверх-я представляет из себя следствие разрешения эдипова комплекса.
Для благополучного разрешения эдипова комплекса ребенок нуждается в родительском понимании и поддержке. Если ребенку этого не было дано в полной мере, либо он пережил стресс (наиболее часто таким стрессом является рождение еще одного ребенка, конфликтные отношения между родителями или воспитание ребенка в неполной семье), то трудности эдипова комплекса могут сохраняться на протяжении долгого времени, вызывая проблемы в отношениях с людьми, в семейной жизни, либо способствовать развитию невроза или другого психического расстройства.
Многие эксперты сходятся во мнении, что объяснение Фрейдом разрешения комплекса Электры неубедительно. Одно из возражений обращает внимание на отсутствие у матери такой же власти в семье, как у отцов, и вследствие этого не могут выступать в роли такой же угрожающей, как отец для мальчиков, фигуры. Также внимание обращается на то, что, поскольку у девочки изначально отсутствует пенис, у нее не может развиться настолько интенсивный страх, как у мальчика, опасающегося увечья в качестве возмездия за кровосмесительное желание.
Касательно второго возражения Фрейд высказался следующим образом: у девочек развивается не настолько компульсивное и жесткое чувство нравственности в зрелом возрасте. Независимо от интерпретации, Фрейд утверждал, что девочка со временем избавляется от комплекса Электры путем подавления тяготения к отцу и идентификации с матерью. Таким образом, девочка, аналогично мальчику, становится более похожа на мать и получает символический доступ к своему отцу, увеличивая, таким образом, свои шансы когда-нибудь выйти замуж за мужчину, похожего на отца. Позднее, также, достаточно часто встречались случаи, когда некоторые женщины мечтали о том, чтобы их первый ребенок был мальчиком — феномен, который ортодоксальные фрейдисты интерпретируют как выражение замещения пениса.
Данные взгляды касательно развития женщины считаются многими специалистами не просто спорными, но и унизительными или даже обоснованными на зависти к репродуктивной функции женщины (зависть к матке).

## Развитие структуры личности
Результатом разрешения Эдипового комплекса и комплекса Электры становится то, что ребенок перенимает у родителя своего пола систему моральных норм, стараясь быть похожим на него. В результате формируется структура Сверх-Я.